# Arturo Stagliano
Arturo Stagliano (Guglionesi, 10 marzo 1867 – Torino, 7 aprile 1936) è stato un pittore, scultore e medaglista italiano.

## Biografia

Il Monumento ai Caduti, Gloria di Arturo Stagliano a Treviso

Arturo Stagliano, registrato all'anagrafe come Arturo Ernesto Maria Stagliano, è stato uno scultore e pittore attivo soprattutto in nord Italia. Le principali opere pubbliche da lui realizzate sono il monumento ai Caduti di Novara (1925-1926), l'ossario ai Caduti di Cuneo e soprattutto il monumento ai Caduti di Treviso, denominato "Gloria", che costituisce un simbolo importante della città di Treviso.
Si formò a Napoli nel corso di pittura al Regio Istituto di Belle Arti tenuto da Domenico Morelli dove si diplomò nel 1894. Inizialmente si trasferì a Capri dove si dedicò esclusivamente alla pittura, poi si spostò ad Anacapri, dove visse dal 1900 al 1904. Qui incontra lo scultore Leonardo Bistolfi che gli trasmette la sua passione per la scultura.
Convinto a trasferirsi a Torino, collaborerà con Bistolfi fino alla sua morte avvenuta nel 1933.

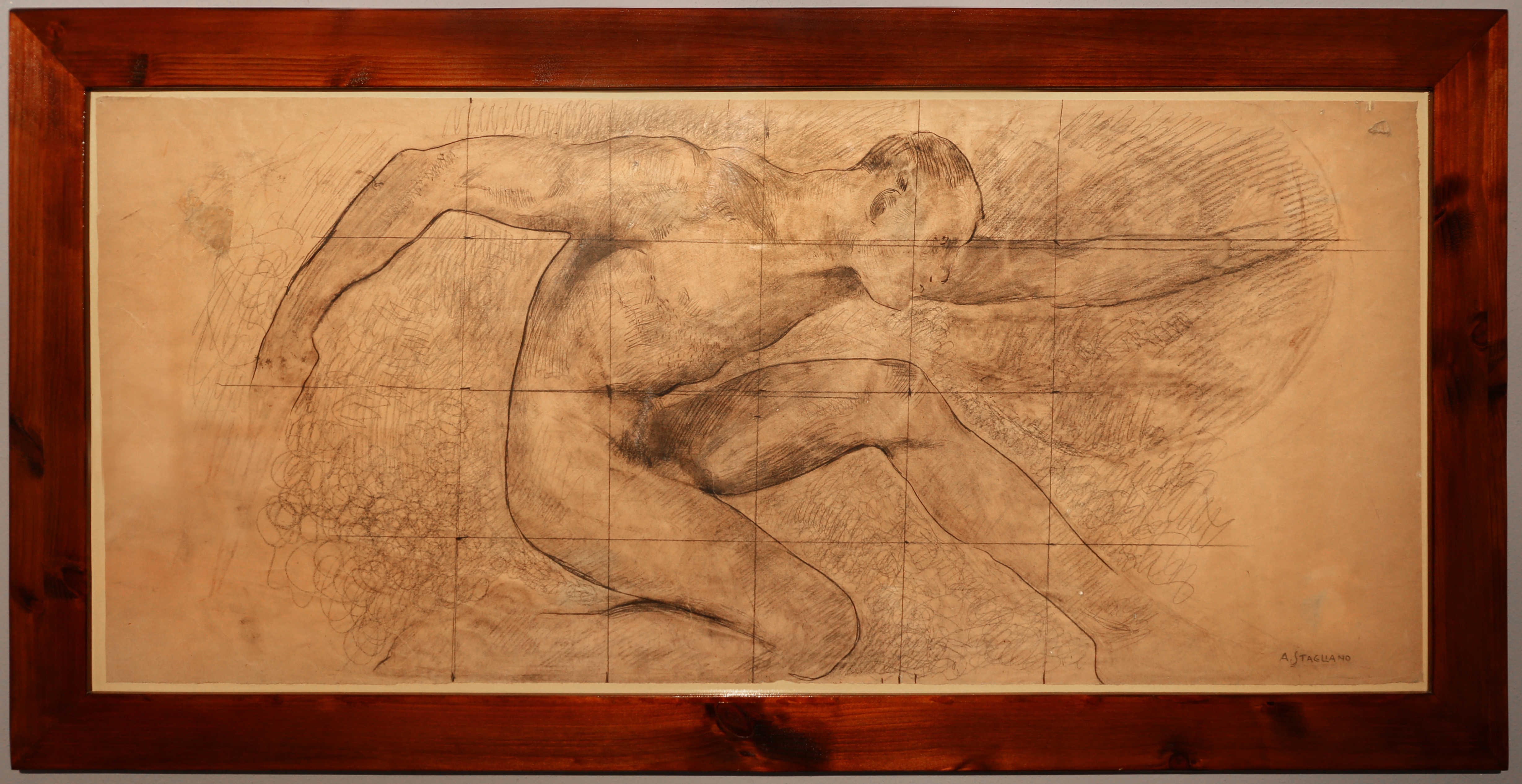
Arturo stagliano, Nudo maschile, bozzetto

Di questo periodo è conosciuto il medaglione commemorativo, datato 1905, che Arturo Stagliano realizzò per la città di Casale Monferrato e che gli fu poi donato dalla municipalità per il successo riportato all'Esposizione di Venezia.
Successivamente l'artista realizzerà la scultura del Sant'Anselmo d'Aosta, collocata nella stessa città nel 1909, il Monumento ai caduti del Comune di Alba (1924) e il monumento al generale Giuseppe Gaetano Maria Govone.
Nel 1926 realizzerà il monumento ai Caduti di Treviso. La scultura si connota per il grande pregio artistico nella storia della scultura italiana del '900.

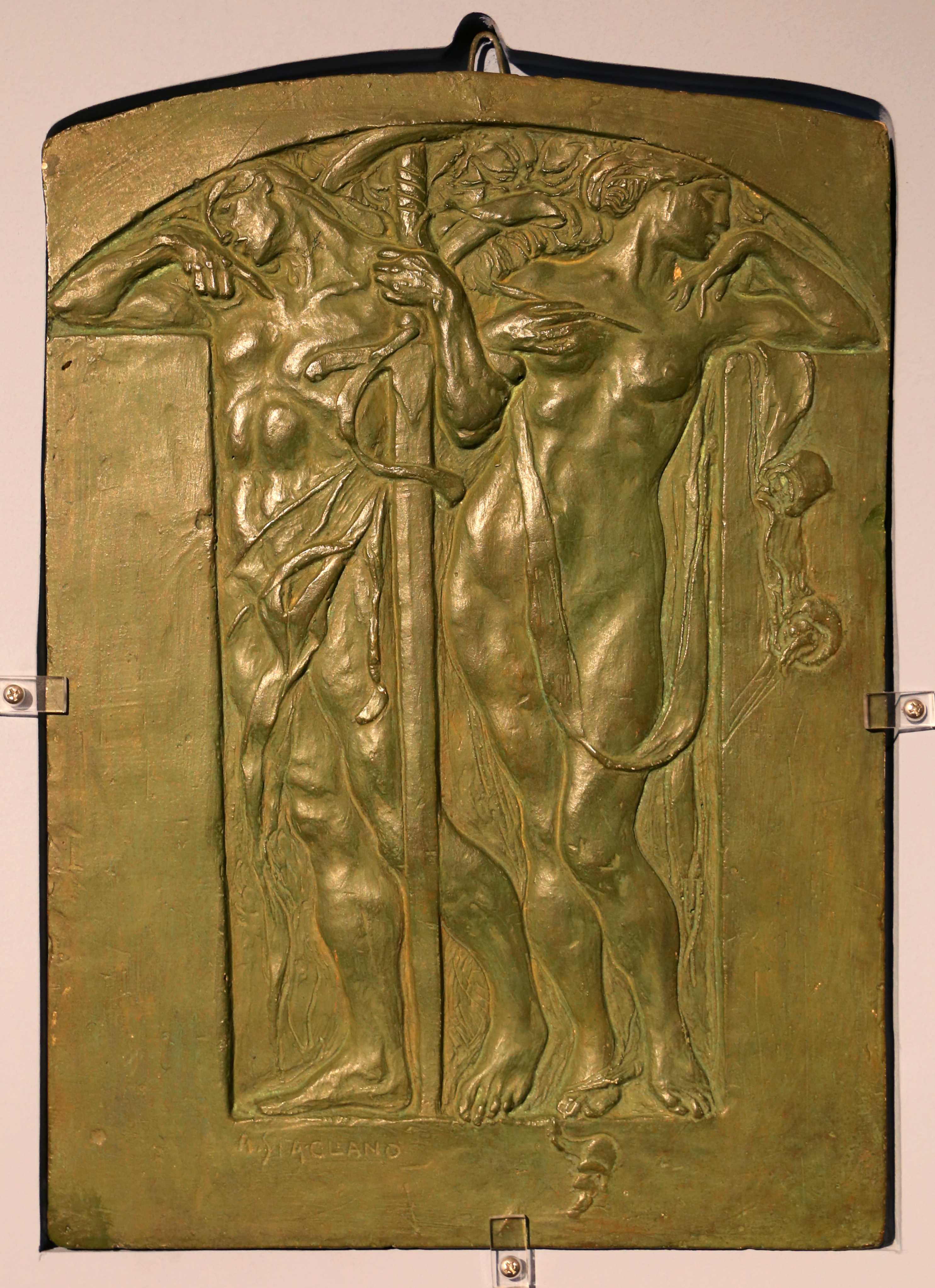
Arturo stagliano, Figure allegoriche con spada

Morì a Torino nel 1936.

## Opere pubbliche principali
- Novara, Monumento ai Caduti (1925-1926);
- Alba, Monumento ai Caduti (1924);
- Alba, Monumento al generale Giuseppe Gaetano Maria Govone (1929);
- Treviso, il monumento ai Caduti di Treviso (1931);
- Cuneo, Monumento ai Caduti (1934).